# قائمة حاملي علم فلسطين في الألعاب الأولمبية
هذه هي قائمة حاملي علم فلسطين والذين يمثلون دولة فلسطين في دورة الألعاب الأولمبية.
حاملي الأعلام هم من يحملون العلم الوطني لبلادهم في حفل افتتاح دورة الألعاب الأولمبية.
| # | السنة | الدورة  | حامل العلم           | الرياضة         |
| - | ----- | ------- | -------------------- | --------------- |
| 8 | 2024  | الصيفية |                      |                 |
| 7 | 2020  | الصيفية | محمد حمادة دانيا نور | رفع أثقال سباحة |
| 6 | 2016  | الصيفية | ميادة الصياد         | ألعاب قوى       |
| 5 | 2012  | الصيفية | ماهر أبو رميلة       | جودو            |
| 4 | 2008  | الصيفية | نادر المصري          | ألعاب قوى       |
| 3 | 2004  | الصيفية | سناء بخيت            | ألعاب قوى       |
| 2 | 2000  | الصيفية | رامي ذيب             | ألعاب قوى       |
| 1 | 1996  | الصيفية | ماجد أبو مراحيل      | ألعاب قوى       |